# کوکلن
کوکلن شهری در استان پلوودیو کشور بلغارستان است که جمعیت آن در سال ۲۰۰۱ میلادی ۵٬۹۰۷ نفر بوده‌است.